# Богданова, Бланка
Бланка Богданова (чеш. Blanka Bohdanová; 4 марта 1930, Пльзень, Чехословакия — 3 октября 2021, Прага, Чехия) — чехословацкая и чешская актриса

 кино, театра и телевидения, мастер дубляжа, художница. Заслуженная артистка Чехословакии (1985).

## Биография
Окончила Академию исполнительских искусств в Брно. Выступала на сцене Восточно-чешского театра в Пардубице (Východočeské divadlo v Pardubice), затем в Пражских городских театрах и пражском Театре Э. Ф. Буряна (Divadlo EF Buriana). С 1966 года — актриса Национального театра в Праге. За более чем 50-летнюю карьеру в театре, сыграла более 80 ролей.
Снималась в кино. Сыграла в 79 кино- и телефильмах.

## Избранная фильмография
- 1958 — Гражданин Брих — Риа[7]
- 1959 — Ромео, Джульетта и тьма / Romeo, Julia a tma — Кубиасова
- 1959 — Круг / Kruh
- 1960 — Весенний воздух / Jarní povětří — Зорка
- 1961 — Вилла «Сильва» / Pouta — Сильва, жена Иржи
- 1962 — Крепость на Рейне / Pevnost na Rýně
- 1964 — Обвиняемый / Obzalovany — Добешова, журналистка
- 1973 — Секрет племени Бороро / Akce Bororo
- 1974 — Тридцать случаев майора Земана — эпизод
- 1978 — Король Павлин / Paví král
- 1982 — Неполное затмение / Neúplné zatmení
- 1982 — Сбор винограда / Vinobraní — буфетчица
- 1982 — Развод так развод / Kdyz rozvod, tak rozvod — мать Гинека
- 1984 — Мы все, обязательно посещающие школу — Ива Ламачова
- 1986 — Рыбак и рыбка / O rybáři a rybce — Нина Ивановна
- 1995 — Как завоевать принцессу / Jak si zaslouzit princeznu
- 1997 — Время ягод / Čas jeřabin

Принимала участие в дублировании фильмов на чешский язык: «В джазе только девушки», «Большая прогулка», «Табор уходит в небо», «Я, Клавдий», «Шофёр мисс Дэйзи» и др.
С 1970-х годов также занималась живописью.

## Награды
- Заслуженная артистка Чехословакии (1985).
- В 1997 году получила Премию Франтишека Филиповского за жизненные достижения в области искусств.
- В 2001 году получила награду Thalia Awards в категории «Лучшая театральная актриса».
- В 2015 году награждена Премией Талии (Thalia Awards 2015).